# Nanheng (sockenhuvudort i Kina, Jiangxi Sheng, lat 24,70, long 114,80)
Nanheng är en sockenhuvudort i Kina. Den ligger i provinsen Jiangxi, i den sydöstra delen av landet, omkring 460 kilometer söder om provinshuvudstaden Nanchang. Antalet invånare är 10 556. Befolkningen består av 5 544 kvinnor och 5 012 män. Barn under 15 år utgör 22,0 %, vuxna 15-64 år 66 %, och äldre över 65 år 10,0 %.
Runt Nanheng är det ganska tätbefolkat, med 139 invånare per kvadratkilometer. Närmaste större samhälle är Yangcun, 18,6 km väster om Nanheng. I omgivningarna runt Nanheng växer i huvudsak städsegrön lövskog.
Genomsnittlig årsnederbörd är 2 068 millimeter. Den regnigaste månaden är maj, med i genomsnitt 388 mm nederbörd, och den torraste är oktober, med 15 mm nederbörd.